# Директория (Совет пяти)
Директория («Совет пяти») — коллегия 5 министров Временного правительства — временный чрезвычайный орган верховной власти в России в сентябре — октябре 1917 года.
Состав:
1. министр-председатель Александр Керенский
2. министр иностранных дел Михаил Терещенко
3. военный министр Александр Верховский
4. морской министр Дмитрий Вердеревский
5. министр почт и телеграфов Алексей Никитин

- Керенский

Образована постановлением Временного правительства 1 (14) сентября 1917 года. На Директорию было возложено «управление делами государства до сформирования кабинета».
Причина создания — стремление выйти из острого правительственного кризиса, возникшего в связи с выступлением Л. Г. Корнилова и развалом 2-го коалиционного Временного правительства.

## Республика
1 (14) сентября 1917 года Временное правительство России провозгласило Россию республикой.
25 сентября (8 октября) в связи с образованием 3-го коалиционного правительства Директория была упразднена.
Также в период Директории была юридически распущена IV Государственная дума.